# Cleyrac
Cleyrac (okzitanisch Clairac) ist eine französische Gemeinde mit 150 Einwohnern (Stand: 1. Januar 2022) im Département Gironde in der Region Nouvelle-Aquitaine. Sie gehört zum Arrondissement Langon und zum Kanton Le Réolais et Les Bastides. Die Einwohner werden Cleyracais genannt.

## Geographie
Cleyrac liegt etwa 50 Kilometer ostsüdöstlich von Bordeaux. Umgeben wird Cleyrac von den Nachbargemeinden Mauriac im Norden und Nordosten, Cazaugitat im Osten, Caumont im Südosten, Sauveterre-de-Guyenne im Süden und Westen sowie Blasimon im Nordwesten.

## Bevölkerungsentwicklung
| 1962                       | 1968 | 1975 | 1982 | 1990 | 1999 | 2006 | 2017 |
| -------------------------- | ---- | ---- | ---- | ---- | ---- | ---- | ---- |
| 184                        | 156  | 142  | 124  | 143  | 149  | 144  | 160  |
| Quellen: cassini und INSEE |      |      |      |      |      |      |      |

## Sehenswürdigkeiten
- Kirche Saint-Pierre

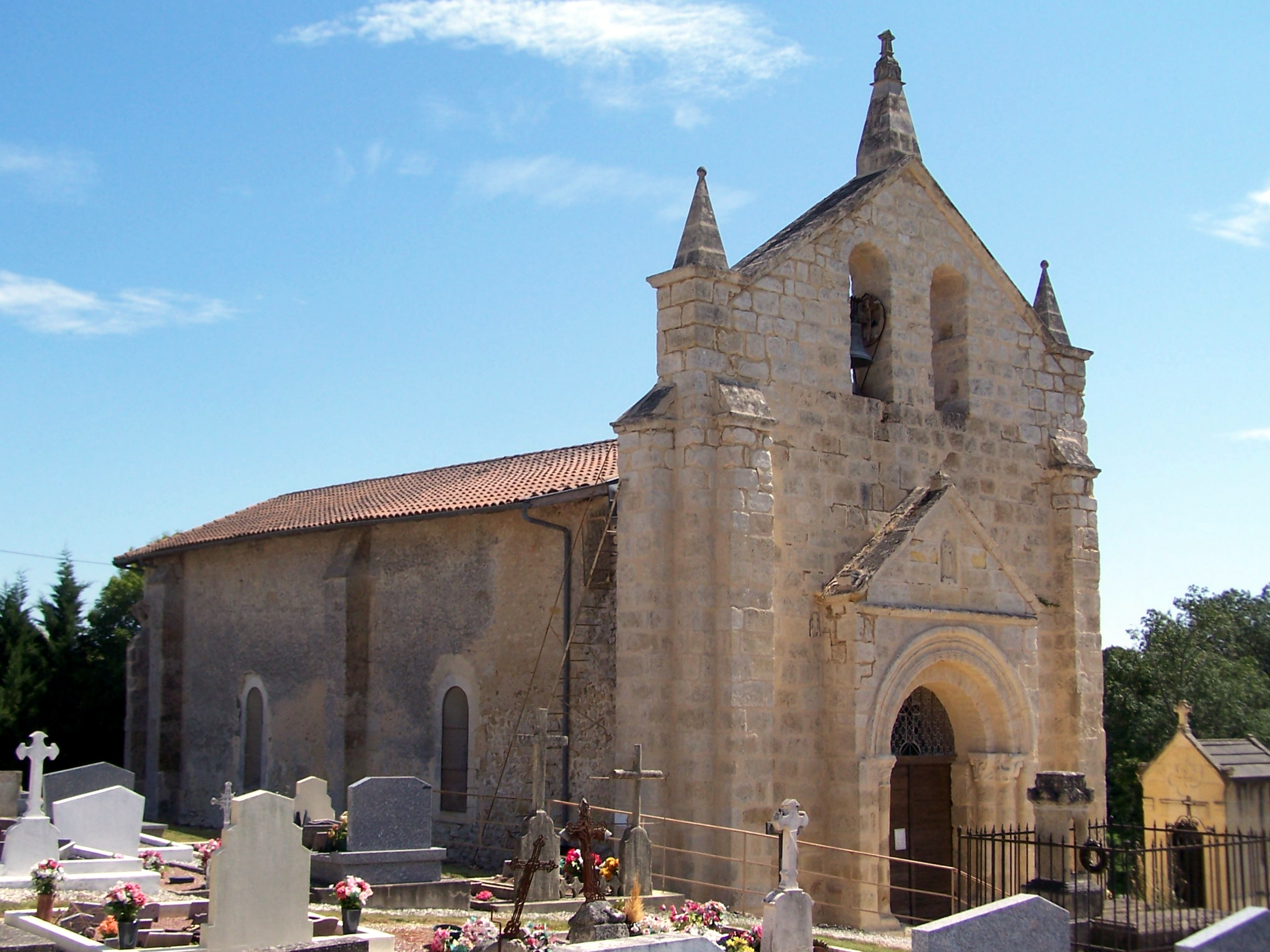
Kirche Saint-Pierre

- Schloss Basgéran aus dem 16./17. Jahrhundert, seit 1927 Monument historique
- Mühle La Salle aus dem 14. Jahrhundert, Monument historique seit 1927